# Ding ding dong
Ding ding dong è il quinto album in studio della cantante finlandese Litku Klemetti, pubblicato il 13 settembre 2019 su etichetta discografica Luova Records.

## Tracce
1. Varjoetydi – 1:15
2. Kaikki peittyy kyyneliin – 3:38
3. Pelkuri – 2:07
4. Mielikuvitusleikki – 3:18
5. Hullu rakkauden morsian – 2:36
6. En jaksa twistata – 1:56
7. Sinä tiedät sen – 2:15
8. Hirveä kesäinen ilta – 2:59
9. Mitä muutakaan tekisin? – 2:36
10. Elämänkeitaalla – 2:58
11. Keijukaisvalssi – 3:41

## Classifiche
| Classifica (2019) | Posizione massima |
| ----------------- | ----------------- |
| Finlandia         | 13                |